# استر ماتفی
اِستِر ماتِفی (مجاری: Mátéfi Eszter؛ زادهٔ ۱۴ فوریهٔ ۱۹۶۶) بازیکن هندبال اهل مجارستان است.